# Kviting
Kviting est une localité du comté de Nordland, en Norvège.

## Géographie
Administrativement, Kviting fait partie de la kommune de Leirfjord.